# 안의섭
안의섭(安義燮, 1924년 ~ 1994년 8월 3일)은 대한민국의 만화가이다. 《경향신문》에 40년 간 꾸준히 연재된 시사만화 〈두꺼비〉로 유명하다.

## 생애 및 약력
1954년에 경향신문사에 입사하였다. 신문사에서 〈두꺼비〉라는 제목의 4컷 시사만화를 그렸는데, 주인공인 두꺼비는 30대 초반의 정의감이 강한 민주시민으로 설정되었으며, 자유당 정권에서 제5공화국에 이르기까지 4차례 연재가 중단되기도 했다.
1963년에는 고바우 영감이 휴재 중인 《동아일보》에 만평을 연재하기도 했다.
1994년 8월 3일에 스트레스 과로로 인한 심장마비로 사망하였다.

## 단행본
- 《모래알 고금》(1958년) - 《경향신문》에 연재되었던 마해송의 동화로, 안의섭이 삽화를 그렸다.[3]
- 《우주소년 두꺼비》(1967년) - 소년을 대상으로 한 과학 만화이다.[4]

## 수상
- 1980년 제3회 관훈언론상 수상[5]

## 기념물
1996년 7월 28일 경기도 포천군 송우리 묘지에 추모비가 세워졌다.

### 참고주
1. 1 2  「민주화 길」밝힌"풍자 40년", 《경향신문》, 1994.8.4
2. ↑  22日부터 漫畵『두꺼비』連載, 《동아일보》, 1963.4.20
3. ↑  童話「모래알·고금」京鄕雜誌社서 發刋, 《경향신문》, 1958.4.5
4. ↑  이모저모, 《경향신문》, 1967.1.14
5. ↑  寬勳 언론상에 安義燮씨 수상, 《경향신문》, 1980.1.12
6. ↑  시사만화 고安義燮씨 포천서 추모비 제막식, 《동아일보》, 1996.7.29

## 같이 보기
- 김성환 - 4컷 시사 만화 《고바우 영감》의 작가이다.
- 정운경 - 4컷 시사 만화 《왈순 아지매》의 작가이다.
- 이홍우 - 4컷 시사 만화 《나대로 선생》의 작가이다.